# 폐 순응도
폐 순응도(lung compliance, 폐 유순도) 또는 폐 탄성(pulmonary compliance, 허파 탄성, 허파 유순도)은 폐의 신장 및 확장 능력(탄성 조직의 팽창성)을 측정한 것이다. 임상 실습에서는 정적 순응도와 동적 순응도라는 두 가지 측정으로 구분된다. 정적 폐 순응도는 주어진 압력에 대한 부피의 변화이다. 동적 폐 순응도는 실제 공기 이동 중 특정 시간에 폐의 순응도를 말한다.
낮은 순응도는 경직된 폐(탄성 반동이 높은 폐)를 나타내며 두꺼운 풍선으로 생각할 수 있다. 이는 섬유증에서 흔히 볼 수 있는 경우다. 높은 순응도는 유연한 폐(탄성 반동이 낮은 폐)를 나타내며 식료품 가방으로 생각할 수 있다. 이는 폐기종에서 흔히 볼 수 있는 경우이다. 순응도는 적당한 폐 용적(lung volume)에서 가장 높으며, 매우 낮거나 매우 높은 용적에서는 훨씬 낮다. 폐의 순응도는 폐 히스테리시스(lung hysteresis)를 나타낸다. 즉, 동일한 용적에 대한 흡기 및 호기 시 순응도가 다르다.

## 같이 보기
- 뻣뻣함#순응도
- 순응도 (생리학)
- 이력 현상#호흡 생리학
- 탄성 되튐(elastic recoil)
- 이력현상 (다른길오고감, 다른길오고감 현상, 히스테리시스, 히스테레시스, hysteresis)